# Walter Hofmann (Kanute)
Walter Hofmann (* 26. September 1949 in Sömmerda) ist ein ehemaliger deutscher Kanute. Er wurde 1972 Olympiasieger im Kanuslalom.
Hofmann lernte das Kanufahren auf der Unstrut. 1967 wechselte er nach Leipzig zum ASK Vorwärts Leipzig. Er gewann 1969 zusammen mit Rolf-Dieter Amend seinen ersten DDR-Meistertitel im Zweier-Canadier, 1972 und 1975 siegten ebenfalls Amend und Hofmann. 1971 belegten die beiden den zweiten Platz hinter Klaus Trummer und Jürgen Kretschmer. Bei den Kanuslalom-Weltmeisterschaften 1971 in Meran siegten Trummer/Kretschmer vor Amend/Hofmann und dem dritten DDR-Boot mit Uwe Franz und Ulrich Opelt; die Mannschaftsweltmeisterschaft gewannen die DDR-Fahrer ebenfalls. 
Bei den Olympischen Spielen 1972 wurden erstmals olympische Wettbewerbe im Kanuslalom ausgetragen. Auf dem Augsburger Eiskanal siegten Amendt und Hofmann vor Hans-Otto Schumacher und Wilhelm Baues aus der Bundesrepublik Deutschland und den französischen Brüdern Olry, Trummer und Kretschmer belegten den vierten Platz. Nach dem vierten Platz bei der Weltmeisterschaft 1975 beendete Amend seine Laufbahn.
1976 gewann Hofmann seinen vierten DDR-Meistertitel, diesmal zusammen mit Jürgen Kalbitz. 1977 gewannen die beiden Kanuten bei den Weltmeisterschaften in Spittal den Weltmeistertitel.

## Auszeichnungen (Auswahl)
- 1972: Vaterländischer Verdienstorden in Silber